# Biografielijst Rh

## Rha
- Youssef el Rhalfioui (1983), Nederlands atleet

## Rhe
- Corry van Rhee-Oud Ammerveld (1956), Nederlands bestuurder
- Henk van Rhee (1952-2015), Nederlands bestuurder en journalist
- Joseph Rheinberger (1839-1901), Liechtensteins-Beiers componist, muziekpedagoog en -theoreticus
- Alicia Rhett (1915-2014), Amerikaans actrice

## Rhi
- Aart van Rhijn (1892-1986), Nederlands politicus
- Jac van Rhijn (1921-2009), Nederlands beeldhouwer
- Marlou van Rhijn (1991), Nederlands paralympisch atlete
- Ricardo van Rhijn (1991), Nederlands voetballer
- Alexander Henry Rhind (1833-1863), Schots rechter en egyptoloog

## Rho
- Randy Rhoads (1956-1982), Amerikaans gitarist
- Shawn Rhoden (1975-2021), Jamaicaans-Amerikaanse bodybuilder
- Cody Rhodes (1985), Amerikaans professioneel worstelaar
- Donnelly Rhodes (1937-2018), Canadees acteur
- John Rhodes (1927), Brits autocoureur
- Sonny Rhodes (1940-2021), Amerikaans bluesmuzikant
- Rhodri de Grote († 878), koning van Wales (844-877)

## Rhy
- John Rhys-Davies (1944), Welsh-Brits acteur